# Ferrari F310B
Chronologie des modèles (1997)
Ferrari F310 Ferrari F300
La Ferrari F310B est la monoplace de Formule 1 engagée par la Scuderia Ferrari en  championnat du monde de Formule 1 1997. Elle est pilotée par l'Allemand Michael Schumacher et par le Britannique Eddie Irvine. Pour cette saison, Rory Byrne et Ross Brawn, remplaçants de John Barnard, décident d'utiliser la Ferrari F310 comme base pour la F310B. La voiture est légèrement plus simple mais n'a toujours pas la compétitivité de la Williams FW19.
Michael Schumacher, qui a annoncé qu'en 1996 Ferrari gagnerait trois Grands Prix et qu'en 1997, il se battrait pour le titre mondial, tient parole. Mais lors de la dernière course de la saison à Jerez, l'Allemand donne un violent coup de volant contre son rival pour le titre Jacques Villeneuve et provoque un accrochage qui entraîne son abandon. Il termine le championnat en deuxième position, mais le pilote allemand est déclassé en raison de sa conduite dangereuse lors de la dernière course de la saison. Quant à Eddie Irvine, malgré deux premières courses difficiles, il monte tout de même à quatre reprises sur le podium et termine à la septième place du championnat des pilotes.
À la fin de la saison, Ferrari termine deuxième du championnat des constructeurs avec 102 points.

## Résultats en championnat du monde de Formule 1

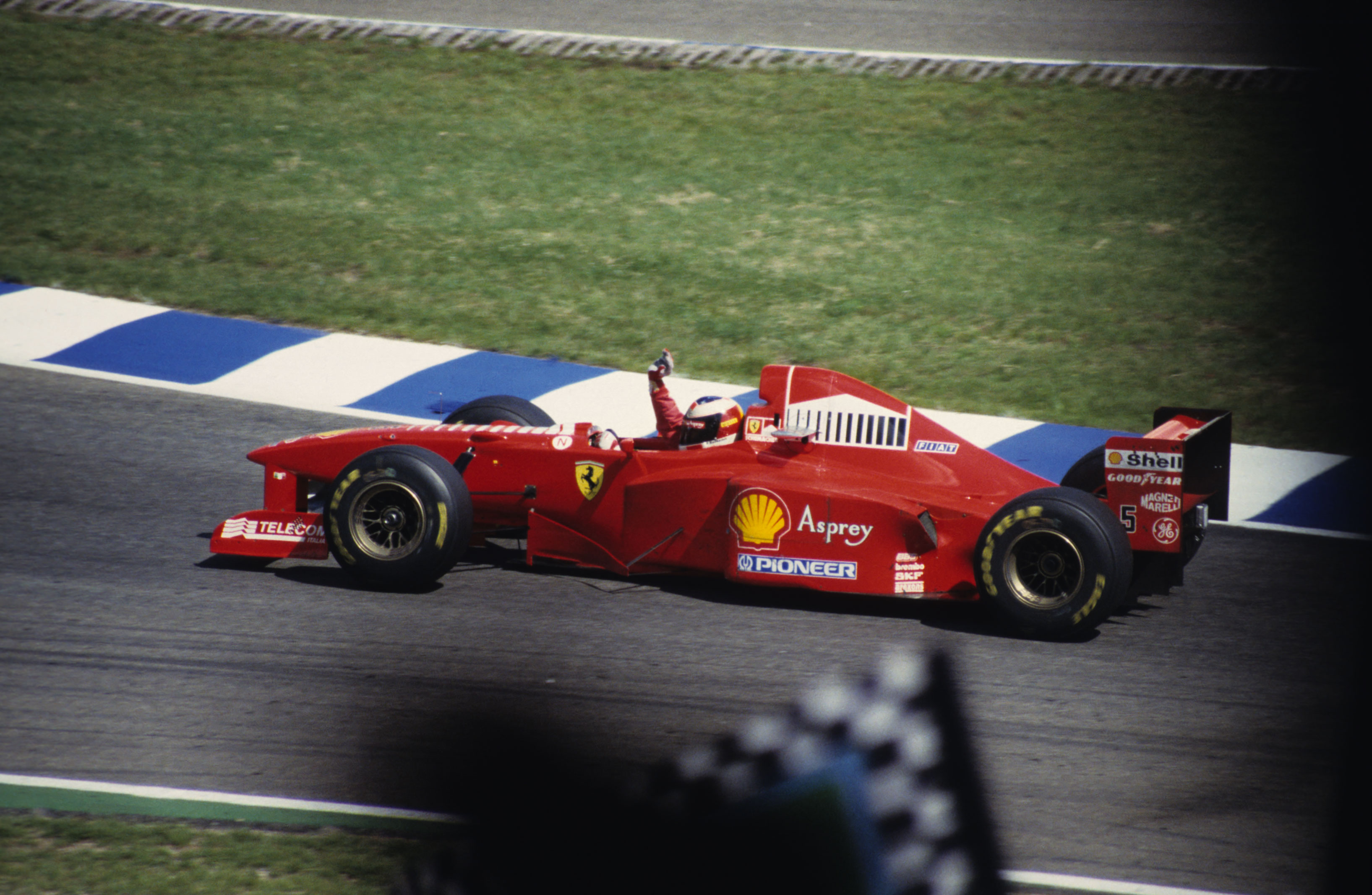
Michael Schumacher au Grand Prix d'Allemagne 1997

| Saison | Écurie                    | Moteur      | Pneus    | Pilotes            | Courses | Courses | Courses | Courses | Courses | Courses | Courses | Courses | Courses | Courses | Courses | Courses | Courses | Courses | Courses | Courses | Courses | Points inscrits | Classement |
| Saison | Écurie                    | Moteur      | Pneus    | Pilotes            | 1       | 2       | 3       | 4       | 5       | 6       | 7       | 8       | 9       | 10      | 11      | 12      | 13      | 14      | 15      | 16      | 17      | Points inscrits | Classement |
| ------ | ------------------------- | ----------- | -------- | ------------------ | ------- | ------- | ------- | ------- | ------- | ------- | ------- | ------- | ------- | ------- | ------- | ------- | ------- | ------- | ------- | ------- | ------- | --------------- | ---------- |
| 1997   | Scuderia Ferrari Marlboro | Ferrari V10 | Goodyear |                    | AUS     | BRÉ     | ARG     | SMR     | MON     | ESP     | CAN     | FRA     | GBR     | ALL     | HON     | BEL     | ITA     | AUT     | LUX     | JAP     | EUR     | 102             | 2e         |
| 1997   | Scuderia Ferrari Marlboro | Ferrari V10 | Goodyear | Michael Schumacher | 2e      | 5e      | Abd     | 2e      | 1er     | 4e      | 1er     | 1er     | Abd     | 2e      | 4e      | 1er     | 6e      | 6e      | Abd     | 1er     | Abd     | 102             | 2e         |
| 1997   | Scuderia Ferrari Marlboro | Ferrari V10 | Goodyear | Eddie Irvine       | Abd     | 16e     | 2e      | 3e      | 3e      | 12e     | Abd     | 3e      | Abd     | Abd     | 9e      | 10e     | 8e      | Abd     | Abd     | 3e      | 5e      | 102             | 2e         |

Légende : ici 